# Шевлякова, Элла Андреевна
Э́лла Андре́евна Шевляко́ва (род. 12 сентября 1995 года, Новосибирск) — российская сноубордистка, выступающая в сноуборд-кроссе и акробатических дисциплинах. Чемпионка Сурдлимпийских игр, заслуженный мастер спорта. Серебряный призёр чемпионата мира (2013) и Европы (2012), победитель и призёр чемпионатов и кубков России по сноуборду (спорту глухих).

## Награды и спортивные звания
- Почётная грамота Президента Российской Федерации (8 апреля 2015 года) — за выдающийся вклад в повышение авторитета Российской Федерации и российского спорта на международном уровне и высокие спортивные достижения на XVIII Сурдлимпийских зимних играх 2015 года[2].
- Заслуженный мастер спорта России (2015).